# کوکاکو
کوکاکو یا غَبغَبَکی کلاغی (نام علمی: Callaeas) نام یک سرده از خانواده غبغبکی‌های نیوزیلند است.